# Luxury Disease
Luxury Disease —en español: Enfermedad de lujo— es el décimo álbum de la banda japonesa de J-rock One Ok Rock, fue lanzado el 9 de septiembre de 2022 a través del sello discográfico Fueled by Ramen, y producido por Rob Cavallo.

## Composición y letras
En un comentario de Apple Music, Taka afirmó que el álbum marca un cambio del estilo pop del álbum anterior a un sonido más centrado en el rock, ya que la banda quería recuperar la esencia de la música rock. "Save Yourself" es la primera pista del álbum, y su letra insta a uno a irse cuando el amor duele profundamente. La segunda canción, "Neon", despidiendo cuando Brendon Urie de Panic! at the Disco ayudó a la banda a coescribir la canción. Habla de la ciudad iluminada con luces de neón de Shibuya, conocida como una de las principales zonas de vida nocturna de Japón. La tercera pista, "Vandalize", es una canción alegre que recupera el sonido emo de la banda con algunas melodías inspiradas en el rock japonés.
One Ok Rock explora el rock musical y operístico en la cuarta pista, "When They Turn the Lights On", que combina el sonido de Queen y My Chemical Romance. "Let Me Let You Go" es la quinta pista del álbum, una canción de pop rock coescrita por el baterista de 5 Seconds of Summer Ashton Irwin, que habla de alguien que no puede devolver el afecto de la persona que lo ama hasta que la relación termina sin cualquier esfuerzo por evitarlo. La siguiente canción, "So Far Gone", es una canción desgarradora, sobre alguien que intenta ser fuerte después de perder al ser preciado. "Prove" es una canción motivadora, coescrita por el teclista de Bring Me the Horizon Jordan Fish, que refleja la determinación de una persona de seguir creciendo y nunca rendirse después de experimentar un fracaso. "Mad World" es una pista más personal para el vocalista Taka, describe los problemas que encontró cuando tenía 15 años. La versión japonesa de la canción tiene la mayor cantidad de letras en japonés del álbum, con solo una oración en inglés.
La novena pista del álbum, "Free Them", cuenta con la voz invitada de Teddy Swims, habla sobre el deseo de liberar las emociones que se han guardado. Una canción de rock alternativo/pop rock del álbum, "Renegades", coescrita por Ed Sheeran y el vocalista de Coldrain, Masato Hayakawa, que transmite un mensaje urgente que cuestiona el estado actual de las cosas en el mundo, y un himno para el renegados que se niegan a que sus batallas y pasiones sean ignoradas. "Outta Sight" es una canción alegre, mientras que "Your Tears are Mine" es una balada que recuerda al sonido rockero de Queen. La última pista del álbum de la edición internacional, "Wonder", tiene un ambiente épico de rock clásico con grandes rellenos de batería y acordes listos para la arena. La edición japonesa de Luxury Disease agrega las canciones "Broken Heart of Gold" y "Gravity". "Broken Heart of Gold" es una balada melódica que implica a alguien que está desesperado por la situación y se obliga a soportarla. La última pista, "Gravity", presenta al vocalista Official Hige Dandism Satoshi Fujihara. Su letra habla de alguien decidido a no enamorarse de la misma persona equivocada.

## Lista de canciones
| Luxury Disease – Edición estándar |                                |                |          |  |
| N.º                               | Título                         | Productor (es) | Duración |  |
| 1.                                | «Save Yourself»                | Cavallo        | 3:17     |  |
| 2.                                | «Neon»                         | Cavallo        | 3:04     |  |
| 3.                                | «Vandalize»                    | Cavallo        | 3:14     |  |
| 4.                                | «When They Turn the Lights On» | Cavallo        | 3:27     |  |
| 5.                                | «Let Me Let You Go»            | Cavallo        | 3:00     |  |
| 6.                                | «So Far Gone»                  | Cavallo        | 3:35     |  |
| 7.                                | «Prove»                        | Cavallo        | 3:46     |  |
| 8.                                | «Mad World»                    | Cavallo        | 3:02     |  |
| 9.                                | «Free Them» (con Teddy Swims)  | Sirota         | 3:12     |  |
| 10.                               | «Renegades»                    | Cavallo        | 4:04     |  |
| 11.                               | «Outta Sight»                  | Cavallo        | 3:22     |  |
| 12.                               | «Your Tears are Mine»          | Cavallo        | 4:16     |  |
| 13.                               | «Wonder»                       | Pramik         | 3:47     |  |

| Luxury Disease – Edición japonesa |                                                           |                |          |  |
| N.º                               | Título                                                    | Productor (es) | Duración |  |
| 14.                               | «Broken Heart of Gold»                                    | Cavallo        | 4:13     |  |
| 15.                               | «Gravity» (con Satoshi Fujihara de Official Hige Dandism) | Lancaster      | 3:12     |  |